# イゴール・ビフロフ
イゴール・ビフロフ（Igors Vihrovs 1978年6月6日- ）はラトビアの体操競技選手。シドニーオリンピックの床で金メダル、2000年のヨーロッパ体操競技選手権の床、2001年の世界体操競技選手権（ヘント）の床でそれぞれ銅メダルを獲得している。